# Аксіома
Аксіо́ма (грец. axiōma; кор. axio (достойність), укр. гідність, гідне) — твердження, яке вважається правильним без доведення, щоб слугувати точкою початку роздумів і аргументів. Синонім — постулат.
1. Вихідне положення, самоочевидний принцип. У дедуктивних наукових теоріях аксіомами називають основні вихідні положення чи твердження якоїсь теорії, що приймаються без доведень і з яких шляхом дедукції, тобто чисто логічними засобами, одержують весь інший її зміст. (Див. Аксіоматичний метод)
2. У переносному значенні — те, що не потребує жодних доведень.
3. Твердження, заперечення якого заперечує основи логічного мислення.

## Історія
Початкові геометричні відомості дійшли до нас з глибокої давнини. Наприклад, формули для обчислення площ земельних ділянок, що мають форму прямокутника, трикутника, трапеції, знайдено в староєгипетських математичних папірусах, які належать до 3000 р. до н. е., в клинописних таблицях стародавнього Вавилону.
Початкові геометричні знання добуті дослідним шляхом. Отримання нових геометричних фактів шляхом міркувань (доведень) почалося від давньогрецького вченого Фалеса (VI ст. до н. е.). Йому приписують встановлення властивостей рівнобедреного трикутника, доведення рівності вертикальних кутів, доведення того, що вписаний кут, який спирається на діаметр, — прямий (має 90°), та інше. Фалес, очевидно, застосовував поворот частини фігури і перегинання креслення, тобто перетворення, які зараз називають переміщеннями чи рухами (див. Геометричні перетворення).
Поступово докази геометрії набувають дедалі більшого значення. До III ст. до н. е. геометрія стає дедуктивною наукою, тобто наукою, у якій більшість фактів встановлюється шляхом виведення (дедукції), доведень. У ті часи давньогрецький учений Евклід написав книгу «Начала», в якій сформулював і довів властивості паралелограмів і трапецій, теорему Піфагора, розглянув подібність многокутників, висвітлив багато інших геометричних фактів.
У книзі Евклід проводить аксіоматичний погляд на геометрію. Точка зору Евкліда була такою: для довільної теореми можна простежити, які раніше доведені теореми були використані для її доведення. Для цих раніше доведених теорем у свою чергу можна виділити ще простіші факти, з яких вони виводяться, і так далі. Зрештою, можна отримати набір деяких фактів, що дають змогу довести всі теореми геометрії. Ці факти настільки прості, що не виникає питання необхідності їхнього доведення. Їх і назвали аксіомами. Весь набір аксіом (система) називають аксіоматикою.
Отже, аксіоми — це початкові факти геометрії, які приймаються без доведень і дають змогу доводити з них всі подальші факти цієї науки. Твердження, доведені з аксіом, називають теоремами.
Серед сформульованих Евклідом аксіом є, наприклад, такі: «через дві точки можна провести пряму»; «попарно рівні третьому рівні між собою»; «якщо на площині дані пряма і точка, що лежить поза цією прямою, то через цю точку можна провести на площині не більше однієї прямої, яка не перетинається з цією прямою» (остання аксіома — аксіома паралельності — в Евкліда формулювалася трохи інакше).
Аксіоми є не лише в геометрії, а й в алгебрі та інших математичних науках. Наприклад, рівності:
{\displaystyle a+b=b+a}
{\displaystyle a+(b+c)=(a+b)+c}
{\displaystyle a+0=a}
{\displaystyle a+(-a)=0}
{\displaystyle a*b=b*a}
{\displaystyle a(bc)=(ab)c}
{\displaystyle a*1=a}
{\displaystyle a(1/a)=1}, ({\displaystyle a!=0})
{\displaystyle a(b+c)=ab+ac} ,
які відображають властивості додавання і множення, є в алгебрі аксіомами: вони приймаються без доведення і використовуються для доведення нових фактів (доведення теорем). Наприклад, за допомогою аксіом доводять формули квадрата суми чи різниці, правила множення багаточленів, формули суми членів геометричної прогресії та інші.
В математичній науці аксіоми виникають в процесі її тривалого і складного історичного розвитку. Початкові факти накопичуються в процесі практичної діяльності людини. Їх перевіряють, уточнюють, систематизують. Виключають з них ті, які можуть бути отримані з інших початкових фактів. Іноді виявляється, що отриманий список найпростіших фактів (аксіом) неповний, тобто цих фактів недостатньо для виведення всіх теорем, і тоді до цього списку додають відсутні аксіоми. В результаті виходить повний набір аксіом (аксіоматика). Після Евкліда математики багатьох поколінь прагнули поліпшити, доповнити його аксіоматику геометрії. Велику роль зіграли роботи сучасника Евкліда, давньогрецького вченого Архімеда, який сформулював аксіоми, що стосуються вимірювання геометричних величин. Істотний внесок в удосконалення аксіоматики геометрії внесли М. І. Лобачевський, М. Паш, Д. Ж. Пеано. Логічно бездоганний список аксіом геометрії подав на межі XIX і ХХ ст. німецький математик Д. Гільберт.